# 3D/Biela
Pour les articles homonymes, voir Biela.
La comète Biela ou comète de Biela, dont la désignation officielle est 3D/Biela, est une comète périodique qui fut observée pour la première fois en 1772 à Limoges. Elle porte le nom de l'astronome autrichien Wilhelm von Biela qui détermina sa périodicité en 1826.

## Histoire
La comète est découverte le 8 mars 1772 par l'astronome français Jacques Laibats-Montaigne. Il se trouve à Limoges et la suit au télescope pendant 29 jours alors qu'elle est invisible à l'œil nu. La comète passe au plus près de la Terre le 13 mars à 0,62 ua. Aucune orbite elliptique n'est déterminée lors de ce passage.
Elle est observée une deuxième fois le 10 novembre 1805 par Jean-Louis Pons de l'observatoire de Marseille. Sa magnitude est comprise entre 4 et 5 et ne présente apparemment pas de queue. Elle passe à 0,04 ua de la Terre le 9 décembre et, conformément aux calculs effectués par Friedrich Wilhelm Bessel, elle passe au périhélie le 2 janvier 1806.
Heinrich Olbers constate une correspondance entre les calculs de Bessel et les éléments orbitaux de la comète découverte par Laibats-Montaigne en 1772. Carl Friedrich Gauss recalcule les éléments de cette dernière et acquiert la certitude qu'il s'agit de la même comète que celle découverte par Pons.
La comète est découverte une troisième fois le 27 février 1826 par Wilhelm von Biela, qui se trouve à Johannisberg en Allemagne, et dix jours plus tard par Jean-Félix Adolphe Gambart à l'observatoire de Marseille. C'est Gambart qui, le premier, en calcule les éléments et déclare qu'il s'agit avec certitude de la même comète observée en 1772 et 1805. Il détermine également sa périodicité (6,65 ans) et prévoit son retour pour 1832.
Biela parvient ensuite aux mêmes résultats. La comète sera plus tard baptisée de son nom, et non pas de celui de Gambart, ou de Gauss. Cela paraîtra injuste à François Arago qui l'écrira dans son Astronomie populaire.
La comète est en effet de retour en 1832. Elle est repérée le 24 septembre par John Herschel. Les conditions ne sont pas favorables pour l'observer en 1839. Elle est retrouvée le 26 novembre 1845 par le père Francesco de Vico, astronome à l'observatoire du Vatican. Lors de son passage au périhélie à la mi-janvier 1846, les observateurs constatent que la comète s'est scindée en deux morceaux (qui reçoivent alors la désignation 1846 II A et 1846 II B). Les deux fragments sont observés ensemble jusqu'à la fin du mois de mars. Le plus brillant restera à portée de télescope jusqu'au 27 avril.
Le dernier retour observé a lieu en 1852. Le père Angelo Secchi repère l'astre le 26 août 1852 depuis l'observatoire du Vatican. Un seul noyau est observé dans un premier temps. Le second, plus faible, apparaît le 15 septembre. La comète est observée jusqu'à la fin du mois de septembre et ne le sera plus jamais.
En effet, lors de son retour attendu en 1859, il fut impossible de la localiser. Les astronomes n'eurent pas plus de succès en 1866 où pourtant les conditions d'observations étaient favorables. Les scientifiques suggérèrent que la comète s'était brisée en de multiples fragments impossibles à voir.
En 1872, année coïncidant avec un retour de la comète, un nouvel essaim de météores baptisé Andromédides (radiant situé dans la constellation d'Andromède) fait son apparition. Le 27 novembre 1872, une pluie d'étoiles filantes illumine le ciel, avec un taux de 3 000 météores par heure. Les calculs ont démontré son affiliation avec la comète Biela.
L'essaim se montre de nouveau actif en novembre 1885 avec cette fois une moyenne de 15 000 météores à l'heure. La pluie d'étoiles filantes se reproduit en 1892 et 1899. Depuis l'essaim semble s'être tari.
La comète 207P/NEAT, découverte par S. Pravdo, E. Helin et K. Lawrence sur des images CCD prises par le programme d'observation Near Earth Asteroid Tracking (NEAT) en mai 2001, présente selon Syuichi Nakano quelques similitudes dans les éléments orbitaux avec la comète Biela.